# Knytt (lajv)
För andra betydelser, se Knytt.
Knytt är en humanoid art som spelas på vissa high fantasy-lajv.
Namnet på arten kommer antagligen ur ordet oknytt, som i sin tur har kommit ur adjektivet knytt. Det betydde, då det ordet var i bruk, ungefär övernaturlig, spökaktig med mera (SAOB). 
Åsikterna om denna fiktiva art i levande rollspel går isär. 
Dels finns det de lajvare som uppskattar att möta knytt. Ibland sammanfaller dessa knytts beteende med vättars, ibland med en mer avslappnad och rofylld framtoning, ibland med barnsliga, lekfulla och naiva förtecken. Definitionen är luddig, men omdömena i allmänhet positiva. Utmärkande för den sorts knytt som beskrivits ovan är att de inte går att placera som den sortens knytt, som följer nedan.
Dels finns det de som hävdar att knytt är dåliga och förstör illusionen. Den form av knytt som vanligen kritiseras brukar ägna sig åt något av följande: kasta kottar, tala med pipig röst och tigga kakor och ensidigt lajvande där man inte tar hänsyn till vad motspelaren vill göra av en situation, utan fortsätter att tjata, inte reagerar på hot etc. De har utifrån detta kallats bland annat pipknytt och "kak-och-kram"-knytt. Den här typen av knytt förekom främst på föreningen Enhörningens lajv i "Eleria", och använde sig exempelvis av glitter, som de kastade på andra deltagare, till deltagarnas stora förtret - eftersom glittret inte försvann i tvätten, utan behövde plockas bort med pincett.
En lajvarrangör kan mycket väl tänkas ha en annan syn på knytt än denna. Denna text grundar sig i stora drag på knyttsynen "Artbeskrivning för knytt" som skrevs för Eleria-kampanjen under 2007, men aldrig blev officiell eftersom den bland annat ansågs för lång och för strikt av arrangörerna, bland annat för att den menade att knytt inte skulle prata med pipig röst och att alla knytt skulle vara gröna, vilket inte heller slog igenom hos de knyttspelare som inte var gröna.
En del gör uppdelningar i olika sorters knytt, såsom skogsknytt, som får anses vara de "vanliga" gröna knytten. Havsknytten har blå hud och bergsknytten har oftast grå hud. Knytt kan ha olika tänder, hår, öron och ögon. De har inte svans eller skägg.
Knytt kan inte få barn. Det vore fel att säga att knytt inte har olika kön, men de har alla samma genus - att beskriva dem som hona eller hane, flicka eller pojke är inte så meningsfullt.
Knytt pratar ibland osammanhängande och i underliga gåtor. De är naturväsen som bryr sig om skogen och allt som lever i den, samtidigt som de lever av den. De kategoriseras oftast som goda i fantasyvärldar.